# شیونگ فنگشان
شیونگ فنگشان (انگلیسی: Xiong Fengshan؛ زادهٔ ۱۵ اکتبر ۱۹۶۳) جودوکار اهل چین بود. وی در بازی‌های المپیک تابستانی ۱۹۸۸ شرکت کرده‌است.